# Ohnivka spáleništní
Ohnivka spáleništní (Pyronema omphalodes) je drobná saprotrofní houba, která kolonizuje spáleniště a ohněm opálenou půdu. Patří mezi vřeckovýtrusné houby.

## Výskyt
Tato houba byla dříve v Česku nejběžnější antrakofilní druh, tj. druh vyskytující se na spáleništích. V posledních letech jí ale v České republice dramaticky ubývá, podle Červeného seznamu hub České republiky se řadí mezi ohrožené druhy.
V Čechách byla spatřena po požáru v Českém Švýcarsku u Havraní skály v roce 2006. Již tři týdny po uhašení požáru byly pozorovány první antrakofilní druhy hub, v čele s ohnivkou spáleništní. Znovu pozorována byla i v roce 2022, opět v Českém Švýcarsku po velkém požáru, jak uvedl geobotanik Michal Hejcman pro Seznam zprávy. 
Poslední ověřené nálezy v Čechách před těmito daty se ale podle Červeného seznamu hub České republiky z roku 2006 datují do 80. let 20. století. Na Moravě nebyla nalezena po roce 2000, ale předtím byla vícekrát viděna v Bílých Karpatech a v okolí Brna.
Kromě České republiky byla nalezena také jinde v Evropě, např. v Dánsku, i světě. Pozorována byla v Austrálii po požáru eukalyptového lesa nebo v Severní Americe.

## Charakteristika

### Vzhled
Plodnice ohnivky spáleništní jsou drobné, široké až 2 mm. Vytváří oranžové, často rozsáhlé, povlaky. Je zaměnitelná s ohnivkou domácí (Pyronema domecticum), která se ale vyskytuje na omítkách.

### Životní cyklus
Ohnivka spáleništní se řadí k vřeckovýtrusným houbám, neboli askomycetám. Mycelium tedy klíčí z haploidní askospory. Následuje sexuální fáze cyklu, vznikají samičí (askogon) a samčí (antheridium) pohlavní orgány. Po kopulaci těchto orgánů a meióze vzniká apothecium, které se během zrání zbarvuje do oranžova. Po uzrání obsahuje vřecka a v každém z nich osm askospor, ze kterého opět vyklíčí haploidní mycelium. Podnět, kvůli kterému se spouští klíčení spory, zůstává neznámý, spory některých hub klíčí poté, co projdou teplem, jiné zase kvůli chemickým látkám vznikajícím při požáru.

## Využití
Díky její schopnosti kolonizovat spáleniště poměrně rychle po požáru se využívá k podpoře rychlejší obnovy krajiny a opětovného osídlení organismy.
Požáry v krajině jsou velmi důležité pro biodiverzitu. Krátce po požáru je ale půda nehostinná, plná zplodin. Jako jedny z prvních organismů kolonizují spáleniště houby, především právě ohnivka spáleništní, které se objevují již do několika týdnů. Jsou tedy mezi prvními obyvateli spáleniště a urychlují obnovu lesa, využívají se k bioremediaci. Ač jsou tyto houby známy minimálně od začátku 20. století, mechanismus působení není zatím přesně objasněn. Není jasné, jaké látky degradují nebo jaké využívají pro vznik energie. Jedním z možných vysvětlení, proč urychlují obnovu, je, že zapříčiňují agregaci půdy v raných fázích obnovy lesa. Díky tomu půda lépe zadržuje vlhkost a zároveň se snižuje riziko eroze půdy.